# Guy Pascaud
Pour les articles homonymes, voir Pascaud.
Guy Pascaud (11 septembre 1904-7 décembre 1979), enseignant, résistant, déporté, a été après la guerre industriel et sénateur-maire de Chasseneuil-sur-Bonnieure (Charente).

## Résistance
Chez un fermier de son père, Guy Pascaud rencontre un groupe de jeunes réfractaires au STO, qui, à un  moment d'activité intense de la milice, risquent à tout moment d'être dénoncés. Il est alors à l'origine du maquis de Bir Hacheim : avec André Chabanne, dit « Blanqui », et Hélène Nebout, dite « chef Luc », il installe un premier groupe dans un « gourbi » à Fougères, dans le secteur de Chasseneuil.
À partir d'octobre 1943 et de l'affiliation à l'Armée secrète (no 18), le maquis reçoit des armes et une aide financière et il passe de 100 à 500 hommes pour, à la libération de la Charente, avec ses différentes sections, regrouper 1 800 combattants.
Pascaud, dit « You », est ensuite affecté à l'organisation du maquis de Négret, près de Saint-Claud.
En mars 1944, il est arrêté puis déporté. Il survit au camp de concentration, dont il ressort à l'été 1945.

## Élu
Sous la IVe République, il est élu sénateur de la Charente le 7 novembre 1948, réélu le 19 juin 1955 et siégea jusqu'au 26 avril 1959 au groupe du Rassemblement des gauches républicaines et de la Gauche démocratique.
Sous la Ve république, membre du Groupe de la gauche démocratique, il est élu le 26 avril 1959, réélu le 23 septembre 1962 et le 26 septembre 1971. Son dernier mandat prend fin à son décès, le 7 décembre 1979.

Il est conseiller général et président du conseil général de la Charente.
Il succède à son père comme maire de Chasseneuil-sur-Bonnieure le 8 mai 1953 et démissionne, ainsi que tout le conseil municipal, en 1970.

## Distinctions
- Croix de guerre 1939-1945 avec palmes
- Médaille de la Résistance avec rosette
- Médaille de la déportation
- Commandeur de la Légion d'honneur au titre du ministère de la Défense